# Шавкулова къща (Димитър Шавкулов)
 Тази статия е за къщата на Димитър Шавкулов на улица „Московска“.  За къщата на Никола Шавкулов на улица „Раковски“ вижте Шавкулова къща (Никола Шавкулов).  
Шавкуловата къща e известна архитектурна постройка в центъра на София на адрес улица „Московска“ № 21. Oбявена e за паметник на културата в 1976 година.

## История
Сградата е построена в 1890 година и подобно на другите къщи в София от това време, има отличителни триъгълни фронтони върху прозорците на втория етаж. Забележителна е и дървената врата. Оригиналният вид на сградата е двуетажен, но в 1913 година собственикът ѝ Бойко Нешев я продава на търговеца Димитър Шавкулов, който две години по-късно я надстроява с третия етаж.